# Ali Cheikh Dib
Ali Cheikh Dib (en árabe: علي عادل شيخ ديب‎; Siria, 7 de mayo de 1972) es un exfutbolista de Siria que jugaba en la posición de centrocampista.

## Carrera

### Club
| Periodo   | Club                       |
| --------- | -------------------------- |
| 1988-1994 | Al-Hurriya SC              |
| 1994-1996 | Proodeftiki FC             |
| 1996-1999 | Tishreen SC                |
| 1999–2004 | Al-Ittihad Aleppo          |
| 2000      | → Homenmen Beirut (cedido) |
| 2004–2005 | Al-Hurriya SC              |
| 2005–2006 | Al-Fotuwa SC               |
| 2006–2007 | Al-Hurriya SC              |

### Selección nacional
A nivel de selecciones menores representó a Siria en la Copa Mundial de Fútbol Sub-20 de 1989. Jugó para Siria en 17 ocasiones de 1993 a 1997 y anotó cinco goles; participó en la Copa Asiática 1996.

## Logros

### Club
- Liga Premier de Siria (3): 1992, 1994, 1997
- Copa de Siria (1): 1992

### Individual
- Goleador de la Liga Premier de Siria en 1994.
- Mejor gol de la Lebanese Premier League en 2000–01.[2]